# مرشحة ريكتسيا ضيقة
مرشحة ريكتسيا ضيقة (الاسم العلمي:Candidatus Rickettsia angustus) هي نوع من البكتيريا تتبع جنس الريكتسيا من الفصيلة الريكتسية.